# Ritual (Lied)
Ritual ist der Titel eines Songs, der als erste Single aus dem 1987 erschienenen selbstbetitelten Debütalbum der US-amerikanischen Band Dan Reed Network ausgekoppelt wurde.

## Hintergrund
Im Winter 1987 veröffentlichte die Gruppe ihr von Bruce Fairbairn in den Little Mountain Sound Studios in Vancouver produziertes Debütalbum Dan Reed Network. Ritual wurde im Februar 1988 als erste Single ausgekoppelt. Das Lied gelangte in die Billboard Top 40 und erreichte am 7. Mai 1988 Platz 38 der Billboard Hot 100. Es lief bei MTV USA auf Heavy Rotation. Der Song hielt sich insgesamt elf Wochen in den Hot 100.

## Versionen
Neben der ursprünglichen Version, die in Kanada und den Niederlanden auf Vinyl-Single erschien, wurden mehrere Fassungen des Liedes auf verschiedenen Tonträgerformaten herausgebracht. So erschien in den USA eine Maxisingle mit folgenden Remixes: 12" Mix - Extended Dido Slam, Dido Dub Mix, A cappella Mix und als House Mix - Tribal Dub. In Deutschland erschien das Lied auf CD-Single, die neben dem Single-Mix auch den Club Mix enthielt, die deutsche Vinyl-Maxisingle enthielt den Extended Dido Slam sowie den Club Mix. Der Dido Slam wurde von Shep Pettibone produziert.

## Rezeption
Das Lied erreichte Platz 38 der Billboard Hot 100.
Das deutsche Magazin Musikexpress schrieb, „die absolute Bombe“ auf dem Album sei „der Smash-Hit Ritual,“ der „problemlos mit Single-Knallern wie Jump von Van Halen oder Bon Jovis Runaway auf eine Stufe zu stellen“ sei. Speziell Produzent Bruce Fairbairn wisse „mit dem brachialen Song-Potential hervorragend umzugehen,“ lasse „die wuchtigen Drums weit vorn stehen,“ dosiere „die Keyboards fast immer richtig“ und verschaffe Dan Reed „genügend Auslauf,“ gewähre seiner Stimme „erotisches Timbre und Präsenz.“
1997 erschien in Australien ein Sampler mit dem Titel A Bouquet of Barbed Wire, auf dem die Gothic-Rock-Band Meridian mit einer Coverversion von  Ritual vertreten war.